# سد سوگاموسو
سد سوگاموسو (به اسپانیایی: Hidroeléctrica de Sogamoso) یک سد خاکی و نیروگاه برقابی در کلمبیا است که در بوکارامانگا واقع شده‌است.